# 第五航空艦隊
第五航空艦隊（だいごこうくうかんたい）とは、日本海軍の航空艦隊である。

## 歴史
1945年2月9日、軍令部は、九州方面に展開し東シナ海及び南西諸島に来攻する敵に備えてきた第二十五航空戦隊（第三航空艦隊所属）と第十一航空戦（連合艦隊直属）に三航艦の兵力を若干加えて第五航空艦隊を編成することを上奏した。2月10日、第五航空艦隊が新編された。同日、それまで特攻は黙認する形であったが、五航艦の編成では軍令部、連合艦隊の指示・意向による特攻を主体とした部隊編成が初めて行われ、第五航空艦隊長官となった宇垣纏中将は長官訓示で全員特攻の決意を全艦隊に徹底させた。

## 編制
1945年2月10日
- 直属:九州海軍航空隊、南西諸島海軍航空隊、第二〇三海軍航空隊、第七〇一海軍航空隊、第七二一海軍航空隊、第七六二海軍航空隊、第八〇一海軍航空隊、第一〇二二海軍航空隊

## 要職
司令長官
- 宇垣纏中将：1945年2月10日 -
- 草鹿龍之介中将：1945年8月17日 - 1945年10月10日[5]

参謀長
- 横井俊之少将：1945年2月10日 -